# (155784) Ercol
(155784) Ercol est un astéroïde de la ceinture principale.

## Description
(155784) Ercol est un astéroïde de la ceinture principale. Il fut découvert le 19 septembre 2000 à Kitt Peak par Marc William Buie. Il présente une orbite caractérisée par un demi-grand axe de 2,41 UA, une excentricité de 0,17 et une inclinaison de 6,2° par rapport à l'écliptique.